# آلیچه وولپی
آلیچه وولپی (ایتالیایی: Alice Volpi؛ زادهٔ ۱۵ آوریل ۱۹۹۲) شمشیرباز اهل ایتالیا است.